# Szabadszentkirály
Szabadszentkirály é um município da Hungria, situado no condado de Baranya. Tem 12,69 km² de área e sua população em 2019 foi estimada em 702 habitantes.